# Cooperativa Nacional de Productores de Leche
La Cooperativa Nacional de Productores de Leche, conocida por su acrónimo Conaprole, es la principal empresa láctea de Uruguay fundada en 1936. 

## Historia
En 1935, en el marco de la  aprobación de la Ley 9.526 el gobierno de Gabriel Terra realizó la expropiación de todas las usinas de higienización y pasteurización láctea, incluidas las compañías lácteas existentes como la Lechería Central Uruguaya Kasdorf y la Cooperativas de Lecherías. Esta ley  crearía una nueva compañía en la cual los productores lecheros tendrían una importante participación.
El 1 de junio de 1936 finalmente es constituida la Cooperativa Nacional de Productores de Leche como una persona pública no estatal, la nueva cooperativa Nacional tendría a partir de entonces el monopolio de los productos lácteos, como también la infraestructura de las empresas expropiadas. 

Dicha ley también establecía: 
Artículo 1º.- Créase la Cooperativa Nacional de Productores de Leche.
Toda la leche destinada al consumo de la población de Montevideo, que no reúna las condiciones exigidas por las ordenanzas respectivas para el expendio de leche cruda, será higienizada y pasteurizada en la o las usinas de la C.N.P.L.
La industrialización de la leche será absolutamente libre.

La Cooperativa Nacional de Productores de Leche explotará, bajo el indicado régimen de libre concurrencia, las distintas ramas de la industria lechera y sus derivados. Organizará asimismo la exportación de productos lácteos, abriendo nuevos mercados.
Artículo 2º.- Todo productor de leche, de cualquier zona del país, podrá hacerse miembro de la C.N.P.L., remitiéndole su producción. La C.N.P.L. podrá, según las circunstancias, determinar si esa producción debe destinarse al expendio bajo forma de leche integral o a industrialización.
La reciente creada cooperativa tendría como cometido la pasteurización, industrialización y comercialización de los productos lácteos pertenecientes a establecimientos y productores lecheros del país, estos a su vez eran socios de la cooperativa.
En un principio, los productos llegaban por ferrocarril, hacia sus plantas principales, una de ellas la usina de Arroyo Seco, cercana a la Estación Central de Ferrocarriles y la usina en el barrio Cordón para luego ser distribuidos en carretas por las ciudades y localidades del país. El progreso haría que con el tiempo, camiones cisternas y camiones distribuidores reemplacen al ferrocarril y a las emblemáticas carretas.

## Autoridades
Cuenta con un directorio integrado por cinco miembros elegidos cada cinco años por sus socios cooperarios, una Asamblea de Productores y una Comisión Fiscal. Desde marzo de 2022 el Directorio lo integran:
| Cargo          | Autoridad               |
| -------------- | ----------------------- |
| Presidente     | Gabriel Fernández Secco |
| Vicepresidente | Alejandro Perez Viazzi  |
| Director       | Juan J. Parra           |
| Director       | Daniel Laborde          |
| Director       | Álvaro Lapido           |

## Actualidad
En la actualidad posee un parque industrial de 7 plantas procesadoras en todo el país y unos 1600 productores remitentes( el 77 % del total del país). La plantilla de funcionarios asciende a algo más de 1900. Tiene una participación de aproximadamente el 4 % de la producción mundial de lácteos y a su vez coloca sus productos en 21.000 puntos de venta en todo el país. Sólo Conaprole representa el 7 % de la producción mundial de leche en polvo, ubicándose en el tercer lugar en el mundo en ese subproducto.  En el ejercicio 2023-2024 exportó por 582 millones de dólares y en el mercado interno sumó ventas por otros 375 millones de dólares y por concepto del Grupo Cooperativo Conaprole (Conaprole,Proleco y Prolesa) por 239 millones mas ,totalizando 1196 millones de dólares en ventas siendo la proporción de leche industrializada de aproximadamente algo más del 70 % para el mercado exterior y cerca del 30% para el consumo interno.
La principal planta industrial se encuentra en la capital y es el Complejo Industrial Montevideo, mientras que el resto de plantas industriales se encuentran en los departamentos de Soriano, Rivera, San José, Canelones, y Florida.
En el ejercicio 1 de agosto de 2023 al 31 de julio de 2024 se remitieron 1464 millones de litros de leche a plantas de Conaprole con un promedio diario de 4:011.000 litros lo cual represente el 75 % de la producción lechera del país.

## Exportaciones
Esta empresa, premiada como la principal exportadora latinoamericana, ha llevado sus productos a muchos países del mundo entre los que se encuentran Emiratos Árabes Unidos, Arabia Saudita, Rusia, China, México,  Brasil , Argelia,  y Nigeria. Conaprole exporta sus productos a más de 70 países diferentes con más de 380 clientes del exterior.

## Productos
- Leches
- Dulce de leche
- Postres
- Congelados
- Yogures
- Pulpa de Tomate
- Helados
- Quesos
- Jugos
- Cremas
- Manteca
- Hamburguesas
- Leche en polvo entera y descremada

### Marcas
- Yoprole
- Alpa
- Biotop
- Viva
- Conamigos
- Deleite
- Manjar
- Requesón
- Colet
- Lactolate
- Alpazul
- Blancanube
- Kasdorf